# Briaucourt
|  | Per a altres significats, vegeu «Briaucourt (Alt Marne)». |

Briaucourt és un municipi francès al departament de l'Alt Saona (regió de Borgonya - Franc Comtat). L'any 2007 tenia 246 habitants.

## Demografia

### Població
El 2007 la població de fet de Briaucourt era de 246 persones. Hi havia 104 famílies, de les quals 28 eren unipersonals (12 homes vivint sols i 16 dones vivint soles), 48 parelles sense fills i 28 parelles amb fills.
La població ha evolucionat segons el següent gràfic:

### Habitatges
El 2007 hi havia 124 habitatges, 107 eren l'habitatge principal de la família, 9 eren segones residències i 8 estaven desocupats. 118 eren cases i 6 eren apartaments. Dels 107 habitatges principals, 93 estaven ocupats pels seus propietaris, 12 estaven llogats i ocupats pels llogaters i 2 estaven cedits a títol gratuït; 1 tenia una cambra, 2 en tenien dues, 9 en tenien tres, 20 en tenien quatre i 75 en tenien cinc o més. 88 habitatges disposaven pel capbaix d'una plaça de pàrquing. A 45 habitatges hi havia un automòbil i a 50 n'hi havia dos o més.

### Piràmide de població
La piràmide de població per edats i sexe el 2009 era:
| Homes | Edats   | Dones |
| ----- | ------- | ----- |
| 0     | 95 o +  | 0     |
| 0     | 90 a 94 | 0     |
| 4     | 85 a 89 | 4     |
| 0     | 80 a 84 | 0     |
| 0     | 75 a 79 | 12    |
| 4     | 70 a 74 | 4     |
| 4     | 65 a 69 | 4     |
| 24    | 60 a 64 | 4     |
| 0     | 55 a 59 | 8     |
| 8     | 50 a 54 | 12    |
| 0     | 45 a 49 | 4     |
| 4     | 40 a 44 | 4     |
| 16    | 35 a 39 | 12    |
| 24    | 30 a 34 | 12    |
| 0     | 25 a 29 | 12    |
| 0     | 20 a 24 | 0     |
| 8     | 15 a 19 | 8     |
| 8     | 10 a 14 | 4     |
| 4     | 5 a 9   | 0     |
| 12    | 0 a 4   | 20    |

## Economia
El 2007 la població en edat de treballar era de 154 persones, 103 eren actives i 51 eren inactives. De les 103 persones actives 93 estaven ocupades (50 homes i 43 dones) i 10 estaven aturades (7 homes i 3 dones). De les 51 persones inactives 29 estaven jubilades, 7 estaven estudiant i 15 estaven classificades com a «altres inactius».

### Ingressos
El 2009 a Briaucourt hi havia 108 unitats fiscals que integraven 253 persones, la mediana anual d'ingressos fiscals per persona era de 17.568 €.

### Activitats econòmiques
Dels 3 establiments que hi havia el 2007, 1 era d'una empresa de fabricació de material elèctric i 2 d'empreses de construcció.
L'únic servei als particulars que hi havia el 2009 era un guixaire pintor.
L'any 2000 a Briaucourt hi havia 8 explotacions agrícoles que ocupaven un total de 340 hectàrees.

## Poblacions properes
El següent diagrama mostra les poblacions més properes.